# Making Sandwiches
Making Sandwiches es un cortometraje escrito, dirigido y protagonizado por la estrella de Hollywood Sandra Bullock. Rodado en San Buenaventura (California) en 1996 y con el que debutó en el Festival de Cine de Sundance. Además también fue proyectado en el Festival de Cine de Austin el 3 de octubre de 1998.
Los protagonistas del cortometraje son la propia Sandra Bullock, Matthew McConaughey y Eric Roberts.